# تبعیض (فیلم)
تبعیض (به هندی: Aarakshan) یا سهمیه فیلمی محصول سال ۲۰۱۱ و به کارگردانی پراکاش جها است. در این فیلم بازیگرانی همچون آمیتاب باچان، سیف علی خان، مانوج باجپایی، دیپیکا پادوکونه، پراتیک بابار، تانوی عظمی، هما مالینی، ماکش تیواری، یاشپال شارما، سراب شوکلا ایفای نقش کرده‌اند.